# Erehof Zwolle (Bergklooster)
Erehof Zwolle (Bergklooster) is gelegen op Begraafplaats Bergklooster op de Agnietenberg in de Nederlandse stad Zwolle (hoofdstad van de provincie Overijssel). Oorspronkelijk was dit de begraafplaats van het Agnietenklooster. Het op deze begraafplaats gelegen erehof bestaat uit 4 stenen met daarop de volgende namen:
| Naam                    | Functie                      | Onderdeel                         | Sq    | Overleden  | Leeftijd |
| ----------------------- | ---------------------------- | --------------------------------- | ----- | ---------- | -------- |
| Ronald Walter Game      | Boordwerktuigkundige         | Royal Air Force Volunteer Reserve | 50 Sq | 17-12-1942 | 22       |
| Harold Gilleland        | Boordschutter                | Royal Air Force Volunteer Reserve | 50 Sq | 17-12-1942 | 31       |
| Norman Edward Goldsmith | Piloot                       | Royal Air Force Volunteer Reserve | 50 Sq | 17-12-1942 | 20       |
| Duncan Martin Wilson    | Radio-operator/boordschutter | Royal Air Force Volunteer Reserve | 50 Sq | 17-12-1942 | 21       |

## Geschiedenis
Op 17 december 1942 was een bommenwerper, de Lancaster I van het 50e Squadron, onderweg voor een missie in Duitsland. Het toestel werd geraakt door de Duitse luchtafweer en werd daarna aangevallen door een Duitse nachtjager, die uiteindelijk het toestel neerschoot. Het stortte neer 600 meter ten noorden van Haerst in het noordoosten van Zwolle. Drie leden van de bemanning zagen kans te springen en werden krijgsgevangen genomen. De andere vier bemanningsleden overleefden de crash niet en werden begraven op de begraafplaats Bergklooster in Zwolle.